# 長田重元
長田 重元（おさだ しげもと）は、戦国時代の武将。松平氏・徳川氏の家臣。古河藩主永井直勝の父。

## 生涯
平治の乱の際に源義朝を殺した長田忠致の兄親致の後裔という。父広正（白次）は尾張国奴野城主大橋氏の子で、長田氏の養子となった。
三河国の松平広忠、徳川家康の2代に仕える。尾張国の織田信秀に対抗するため、海路を守る大浜の砦の守将に任じられた。天正4年（1576年）大浜に羽城が築城され、その城を守備。天正10年（1582年）家康の伊賀越えの際、白子に到着した家康一行へ船を出して迎え、岡崎城からの迎えが来るまで大浜で饗応した。文禄2年（1593年）大浜で死去。次子直勝は天正8年（1580年）に永井氏を名乗り、子孫はみな永井氏を名乗った。なお長田氏の家名は弟の重吉の家系が称した。